# Lista de filmes produzidos pela Bel Ami
| Lista de filmes da produtora Bel Ami | Lista de filmes da produtora Bel Ami                                | Lista de filmes da produtora Bel Ami           | Lista de filmes da produtora Bel Ami      | Lista de filmes da produtora Bel Ami | Lista de filmes da produtora Bel Ami |
| Ano                                  | Filme                                                               | Produtor                                       | Diretor                                   | Elenco | Observação |
| ------------------------------------ | ------------------------------------------------------------------- | ---------------------------------------------- | ----------------------------------------- | --- | --- |
| 1993                                 | Tender Strangers                                                    | George Duroy                                   | George Duroy                              | Lukas Ridgeston, Tomas Meyer, Danny Clark, Timmy Conrad, Ken Christy, Michal Tarkus e Martin Valko | Todas as cenas são solo |
| 1994                                 | Lukas' Stories                                                      | George Duroy                                   | George Duroy                              | Lukas Ridgeston, Johan Paulik, Willie Ridgeston, Paul Kalman, Timmy Conrad, Filip Smirnov, Benjy Sanders, Martin Valko, Marty Stevens, Eugen Kalman, Milos Janek, Peter Sidow, Danny Clark e Kristian Jensen | |
| 1995                                 | Lukas' Story II: When Boy Meets Boy                                 | George Duroy                                   | George Duroy                              | Lukas Ridgeston, Ion Davidov, Stefan Andersen, Karel Antal, Tomas Belko, Erick Kovac, Mario Popovio, Dano Sulik, Ivo Svoboda, Daniel Valent, Martin Valko, Peter Zorek e Pavol Zurek | |
| 1995                                 | More Lukas's Stories                                                | George Duroy                                   | George Duroy                              | Victor Boyd, Danny Clark, Milos Janek, Kristian Jensen, Eugen Kalman, Erik Kovac, Oliver Krist, Jiri Lubov, Johan Paulik, Alex Petersen, Lukas Ridgeston, Peter Sidow, Marty Stevens, Alexander Strauss, Dano Sulik, e Martin Valko | Foi posteriormente re-lançado como continuação de "Lukas's Story III", em 2002 |
| 1995                                 | Frisky Summer 1: Best Friends                                       | George Duroy                                   | George Duroy                              | Ion Davidov, Johan Paulik, Daniel Valent, Tomas Belko, Alex Petersen, Gynt Klein, Kristian Jensen e Filip Smirnov | Primeiro filme da Bel Ami, em que Lukas Ridgeston não está |
| 1996                                 | Frisky Summer 2: Sebastian                                          | George Duroy                                   | George Duroy                              | Sebastian Bonnet, Lukas Ridgeston, Julian Armanis, Dano Sulik, Pavel Otava, Jiri Lubov, Erik Kovac, Milos Janek, Gynt Klein , Alex Petersen e Daniel Valent | Primeiro filme da produtora a apresentar uma cena de orgia |
| 1996                                 | Out at Last 1: Souvenirs                                            | George Duroy                                   | George Duroy                              | Johan Paulik, Ion Davidov, Lukas Ridgeston, Daniel Valent, Kristian Jensen, Martin Valko, Erick Kovac, Mathias Ardini, Lucien Barre, Jakub Benda, Jiri Lubov, Oliviero Dantes, Milos Janek, Denis Jung, Gerard Kulian, Michal Tarkus e Marek Smilik | |
| 1996                                 | Sunshine After the Rain                                             | George Duroy                                   | Mike Esser                                | Johan Paulik, Dano Sulik, Matthew Anders, Darren Thompson, Daniel Valent, Alex Petersen, Mikhail Paleki e Sebastian Bonnet | |
| 1996                                 | George Duroy's Out at Last                                          | George Duroy                                   | George Duroy                              | Mathias Ardini, Jakub Benda, Ion Davidov, Kristian Jensen, Erik Kovac, Tomas Meyer, János Németh, Johan Paulik, Lukas Ridgeston, Marek Smolik, Michal Tarkus, Daniel Valent e Martin Valko | |
| 1996                                 | Lukas' Story 3                                                      | George Duroy                                   | George Duroy                              | Pavol Zurek, Martin Valko, Ivo Svoboda, Dano Sulik, Lukas Ridgeston, Mario Popovic, Erik Kovac, Ion Davidov, Tomas Belko, Dusan Antal, Stefan Andersen e Karel Adamec | |
| 1997                                 | An American in Prague                                               | George Duroy                                   | George Duroy                              | Johan Paulik, Chance, Dominik Filla, Sergei Grigoriev, Karl Tenner, Gerard Kilian, Janos Fekete, Adam Jannin, Sascha Fetisov e Nikolas Vernant | O filme foi narrado por Johan Paulik e foi filmado em junho e julho de 1997, em Praga e Budapeste Recebeu um GayVN de "Melhor venda de filme gay", em 1998.                                        |
| 1998                                 | Lucky Lukas                                                         | George Duroy                                   | George Duroy                              | Ion Davidov, Lukas Ridgeston, Adam Cartier, Ales Hanak, Alexander Strauss, Dano Sulik, Daren VanLaan, Jiri Lubov, Justin Marino, Karl Tenner, Marek Antonov, Pavol Zurek, Peter Korman, Ralf Vernier e Vadim Hausman | Em 2000, o filme ganhou dois prêmios ambos na categoria de 'melhor filme internacional' pela Erotic Gay Video Awards e pela GayVn Awards                                                           |
| 1998                                 | Frisky Summer 3: Wild Strawberries                                  | George Duroy                                   | George Duroy                              | Ion Davidov, Max Pellion, Dano Sulik, Erik Kovac, Michal Tarkus, Justin Marino, Gérard Kilian, Marco Rossini, Karl Moser, Karl Tenner, Sergei Grigoriev, Vadim Hausman, Oleg Vronski, Mirko Polakov e Jeff Markovich | |
| 1998                                 | 101 Men: Part 1                                                     | George Duroy                                   | George Duroy e Mel Roberts                | Oliver Krist, Nico Tiziani, Marco Rossini, Ivan Fjodorov, Simon Jacobi, Ramon Valenti, Vadim Hausman, Martin Eden, Sasha Kasparov, Jaques Mellies, Marek Antonov, Alehsandram, Artis, Juraj B., Martin B., Roman B., Viktors B., Roman Ch, Dusan, Evgenij, Gabor, Andrej G., Andrejs G., Genadij, Groms, Jevgen Ij, Jano, Peter J., Pavol L., Sergejs L., Miro, Michal M., Normuns, Peter N., Milan P., Peter P., Rasto, Renars, Richard, Roman, Ruslan, Martin S., Stefan, Richard T., Rado U., Valerian, Vidis, Vjacebavs, Martin V., Juraj Z. e Peter Z. | Todas as cenas do filme são solo Sebastian Bonnet participou como fotógrafo da capa. |
| 1998                                 | 101 Men: Part 2                                                     | George Duroy                                   | Marty Stevens e Mel Roberts               | Aleks, Alois, Martin B., Petr B., Adam Cartier, Claude Cocteau, Dainis, David, Eduards, Ernest, Denis G., Dmitrij G., Girts, Sergejs G., Ales Hanak, Inars, Pavel J., Kamil, Karlis, Dmitrijs K., Martin K., Martin Lennox, Leonid, Michal L., Rado L., Lubos, Aleksanders M., Mihails, Milos, Michal M., Karl Moser, Vlado N., Omitrijs, Pavel O., Osvald, Mikhail Paleki, Pepa, Martins P., Raimonds, Daniel R., Robert, Rodrigo, Rudo, Sanxanidis, Dusan S., Andro Sorel, Tomas, Roman T., Zdenek Valenta, Valentin, Aleks Z., Zigmars e Jiri Z.         | Todas as cenas do filme são solo Sebastian Bonnet participou como fotógrafo da capa. |
| 1998                                 | 101 Men: Part 3                                                     | George Duroy                                   | Marty Stevens e Kristian Jensen           | Aleksander, Andrej, Attila, Bolos, Edgar, Filip, Gabo, Igor, Istvan, Jiri, Jirka, Juraj, Konstantin, Kvetoslav, Marek, Martin, Michal, Mihail, Miklos, Milan, Oleg, Ondrej, Patrick, Pavel, Peter, Richard, Robert, Roman, Martin Valko, Syorsy, Dobo, Tong, Uldis, Vladimir e Zsolt | Ganhou o prêmio de melhor fita para ser alugar no ano |
| 1998                                 | 101 Men: Part 4                                                     | George Duroy                                   | Marty Stevens e Kristian Jensen           | Aleksander, Andrej, Attila, Bolos, Edgar, Filip, Gabo, Istvan, Jiri, Jirka, Juraj, Kvetoslav, Marek, Martin, Michal, Mihail, Miklos, Milan, Oleg, Pavel, Richard, Robert, Roman, Sergej, Syorsy, Tong, Vladimir e Zsolt | Em 2000, ganhou o prêmio de melhor fita para ser alugar no ano |
| 1999                                 | The English Student                                                 | George Duroy                                   | George Duroy                              | Julian Armanis, Claude Cocteau, Nico Tiziani, Simon Jacobi, Jaques Mellies, Dano Sulik, Karl Tenner, Alexander Strauss e Andrej Volek | |
| 1999                                 | Summer Camp                                                         | George Duroy                                   | George Duroy                              | Adam Cartier, Adrian Kinski, Ales Hanak, Andre Sorel, Daniel Avedon, Denis Aysner, Erik Kovac, Martin Eden, Martin Lennox, Nico Tiziani e Oleg Vronski | |
| 1999                                 | Cherries                                                            | George Duroy                                   | George Duroy                              | Adrian Kinski, Filip Olivier, Jeff Markovich, Marcel Bouvier, Martin Lennox, Mirko Polakov, Oleg Vronski, Oliver Krist, Paolo Estefan, Pierre Delon, Sasha Kasparov e Vadim Hausman | |
| 2000                                 | Flings                                                              | George Duroy                                   | George Duroy                              | Adrian Kinski, Chris Cameron, Danny Saradon, Dano Sulik, Jeff Daniels, Marcel Bouvier, Mirko Polakov, Nico Tiziani, Oliver Krist, Tim Hamilton e Valentin Nabokov | |
| 2000                                 | Teamplay                                                            | George Duroy                                   | George Duroy                              | Ion Davidov, Julian Armanis, Max Orloff, Adam Cartier, Filip Olivier, Ivan Fjodorov, Jacques Mellies, Justin Marino, Karl Moser, Karl Tenner, Marek Kodes, Martin Eden, Nikola Gismondi, Oleg Vronski e Pavel Novotný | |
| 2000                                 | 101 Men: Part 5                                                     | George Duroy                                   | Marty Stevens                             | Gilles Marais, Ales, Daniel, Darol, Dusan, Fero, Gabor, Irso, Ivan, Jakub, Kolar, Jaro, Jirka, Kristof Bogdanovich, Laco, Laszlo, Libor, Loi, Martin, Michal, Milos, Noro, Oldrich, Ota, Pitr, Radim, Rasto, Richard, Sedlacek, Stano, Sveto, Tamas e Tomas | |
| 2000                                 | 101 Men: Part 6                                                     | George Duroy                                   | Marty Stevens                             | Ales, Daniel, Ervin, Ference, Fero, Jarda, Juraj, Lukas, Marcel, Martin, Michal, Milan, Pavel, Peter, Petr, Ryan Pawlowski, Roman Chaykin, Richard, Robo, Roman, Slavo, Tibor, Zbynek, Zdenek e Zsolt | |
| 2000                                 | 101 Men: Part 7                                                     | George Duroy                                   | Marty Stevens                             | Bohdan, Peter Korman, Danny Saradon, Daniel, David, Dusan, Erik, Fero, Hubert, Jan, Jaro, Pavel Novotný, Juraj, Kristian, Lucas, Lukas, Michael, Michal, Milan, Ondrej, Pavel, Peter, Petr, Riso, Roman, Tomas e Zdenek | |
| 2000                                 | 101 Men: Part 8                                                     | George Duroy                                   | Marty Stevens                             | Borek, Chris Cameron, Drahos, Istvan, Jan, Jiri, Karel, Lukas, Martin, Matus, Michal, Milan, Pavel, Peter, Petr, Radim, Robo, Roman, Rudo, Stefan, Tim Hamilton, Tomas e Viktor | |
| 2001                                 | 101 Men: Part 9                                                     | George Duroy                                   | Marty Stevens                             | Matt Phillipe, Nikolas Kiss, Fero e Alan Connery | O filme foi editado por Lukas Ridgeston |
| 2001                                 | 101 Men: Part 10                                                    | George Duroy                                   | Marty Stevens                             | Mark Aubrey, Yves Caradine, Ivo Falkow, Brandon Manilow, Robbie Martin e Alex Orioli | |
| 2001                                 | 101 Men: Part 11                                                    | George Duroy                                   | Marty Stevens                             | Roman Chaykin, Sasha Chaykin e Tommy Hansen | |
| 2001                                 | Personal Trainers 1                                                 | George Duroy                                   | Marty Stevens                             | Ramon Valenti, Sebastian Bonnet, Gilles Marais, Dano Sulik e Tommy Alvarez | |
| 2001                                 | Personal Trainers 2                                                 | George Duroy                                   | Marty Stevens                             | Sebastian Bonnet, Tim Hamilton, Matt Phillipe, Ryan Pawlowski, Danny Saradon e Dano Sulik | Em 2002, ganhou um GayVN Awards de melhor video amador |
| 2001                                 | All About Bel Ami                                                   | George Duroy                                   | Marty Stevens                             | Chance, Ion Davidov, Johan Paulik, Julian Armanis, Lukas Ridgeston, Sebastian Bonnet, Dano Sulik, Erik Kovac, Marcel Bouvier, Martin Lennox, Nico Tiziani, Oleg Vronski, Oliver Krist e Pierre Delon | |
| 2001                                 | CoverBoys                                                           | George Duroy, Julian Armanis e Kristian Jensen | George Duroy                              | Johan Paulik, Jason Paradis, Lukas Ridgeston, Sebastian Bonnet, Adam Cartier,Adam Jannin, Claude Cocteau, Filip Olivier, Max Orloff, Oleg Vronski, Oliver Krist, Paolo Estefan, Patrik Zsolt e Tim Hamilton | Em 2002, ganhou um GayVN Awards de filme para se alugar |
| 2002                                 | XL Files                                                            | George Duroy                                   | Marty Stevens                             | Ales, Andracz, Antonin, Daniel Avedon, Samuel Pointman, Dmitri Markov, Ernest, Fero, Gabor, Juraj, Broz, Martin, Martin Eden, Pavel, Petr, Pierre Delon, Radek e Robo | |
| 2002                                 | 101 Men: Part 12                                                    | George Duroy                                   | Marty Stevens                             | Josh Elliot | |
| 2002                                 | Out at Last 2: Bonbons                                              | George Duroy                                   | George Duroy e Marty Stevens              | Sebastian Bonnet, Ales Hanak, Dano Sulik, Ed Marlow, Filip Olivier, Ivan Dudikoff, Justin Marino, Marcel Bouvier, Marek Antonov, Marek Kodes, Martin Lennox, Max Orloff, Mikhail Palenki, Mirko Polakov, Oleg Vronski, Paolo Estefan, Pavol Zurek, Ramon Valenti, Sasha Kasparov e Tibor Miklos | |
| 2002                                 | Frisky Summer 4: Summer Loves                                       | George Duroy                                   | George Duroy                              | Julian Armanis, Sebastian Bonnet, Adam Cartier, Adrian Kinski, Chris Cameron, Daniel Avedon, Danny Saradon, Dano Sulik, Filip Olivier, Gilles Marais, Ken Russel, Marcel Bouvier, Oliver Krist, Paolo Estefan, Patrik Zsolt, Pierre Delon, Robbie Martin, Tim Hamilton e Tommy Alvarez | Em 2002, o filme ganhou um Grabby Awards na categoria de melhor filme internacional |
| 2002                                 | Personal Trainers: Part 3                                           | George Duroy                                   | Marty Stevens                             | Dano Sulik, Sebastian Bonnet, Jeff Daniels, Julian Armanis, Alan Connery, Billy Andrews, Kristof Bogdanovich e Mark Aubrey | |
| 2002                                 | Personal Trainers: Part 4                                           | George Duroy                                   | Marty Stevens                             | Josh Elliot, Dano Sulik, Sebastian Bonnet, Julian Armanis, Alex Orioli, Steve Bosco e Ivo Falkow | |
| 2002                                 | Personal Trainers: Part 5                                           | George Duroy                                   | Marty Stevens                             | Tommy Hansen, Julian Armanis, Sebastian Bonnet, Jeff Daniels, Oliver Krist, Dano Sulik, Yves Carradine, Roman Chaykin, Sascha Chaykin, Brandon Manilow, Robbie Martin | |
| 2002                                 | Lukas' Stories                                                      | George Duroy                                   | George Duroy                              | Lukas Ridgeston, Dano Sulik, Martin Valko, Benjy Sanders, Alex Petersen, Victor Boyd, Marty Bevins, Eugen Kalmen, Milos Janek, Johan Paulik, Peter Sidow, Danny Clark, Oliver Krist, Kristian Jensen, Jiri Lubov, Timmy Conrad, Paul Kalman, Willie Ridgeston e Filip Smirnov | |
| 2002                                 | More Lukas's Stories                                                | George Duroy                                   | George Duroy                              | Victor Boyd, Danny Clark, Milos Janek, Kristian Jensen, Eugen Kalman, Erik Kovac, Oliver Krist, Jiri Lubov, Johan Paulik, Alex Petersen, Lukas Ridgeston, Peter Sidow, Marty Stevens, Alexander Strauss, Dano Sulik e Martin Valko | Foi lançado inicialmente em 1995 |
| 2003                                 | Personal Trainers: Part 6                                           | George Duroy                                   | Marty Stevens                             | Kiefer Sullivan, Dano Sulik, Sebastian Bonnet, Julian Armanis, Christian Bisset, Sean Ellis e Scott Hannah | |
| 2003                                 | Out at Last 3: Cocktails                                            | George Duroy                                   | Marty Stevens                             | Josh Elliot, Alex Orioli, Jason Paradis, Sebastian Bonnet, Oliver Krist, J.J. Grant, Dano Sulik, Michal Horak, Jozef Hudak, Joe Koslowski, Johnny Ritts, Pascal Babey, Antonin Devos, Jeff Daniels, Gino Celantino e Mario Sarda | |
| 2003                                 | Out at Last 4: Bazaar                                               | George Duroy                                   | George Duroy e Marty Stevens              | Josh Elliot, Matt Phillipe, Ion Davidov, Sebastian Bonnet, Brandon Manilow, Mirko Polakov, Henry Bresson, Andre Scorel, Pascal Babey, Ken Russel, Roman Chaykin, Mark Aubrey, Robbie Martin, Jeff Daniels, Danny Sarsdon, Lucien Barre, Pavel Luknar, Denis Aysner, Joe Koslowski e Dano Sulik | |
| 2003                                 | Julian                                                              | George Duroy                                   | George Duroy                              | Julian Armanis, Andre Pagnol, Tommy Hansen, Chris Cameron, Alan Connery, Pierre Delon, Adrian Kinski, Max Orloff e Danny Saradon | |
| 2003                                 | Just for Fun                                                        | George Duroy                                   | George Duroy                              | Sebastian Bonnet, Julian Armanis, Alex Orioli, Jason Paradis, Yves Carradine, Sascha Chakin, Mark Aubrey, Chris Cameron, Roman Chaykin, Claude Cocteau, Jeff Daniels, Tim Hamilton, Gilles Marais, Ryan Pawlowski, Alan Connery, Tony Davis, Martin Eden e Johnny Ritts | Em 2004, ganhou um GayVN Awards e um Grabbys Awards na categoria de melhor DVD e melhor filme internacional, respectivamente.                                                                      |
| 2003                                 | Alpine Adventure                                                    | George Duroy                                   | George Duroy                              | Marc Vidal, Alex Orioli, Ethan Clarke, Tommy Hansen, Sebastian Bonnet, Sean Ellis, Liam Phoenix, Richie Tyler, Raf Angelo, Grey Miller, Matthew Gray, Danny Saradon e Johan Pauliks | |
| 2003                                 | Boy Watch: Part 1                                                   | George Duroy                                   | Marty Stevens                             | Andre Pagnol, Ethan Clarke, Christian Bisset, Kiamu Palau, Kiefer Sullivan, Andrej, Lukas, Michal, Petr, Raf Angelo, Ray Pauly, Scott Hannah e Sean Ellis | |
| 2003                                 | Boy Watch: Part 2                                                   | George Duroy                                   | Marty Stevens                             | Marc Vidal, David, Frantisek, Giorgio Carrera, Jindra, Liam Phoenix, Richie Tyler, Rocco Visconti, Ruda, Scott Cassidy, Steve Jennings e Timothy Culkin | |
| 2003                                 | Boy Watch: Part 3                                                   | George Duroy                                   | Marty Stevens                             | Cestmir, Frantisek, Jaroslav, Ladislav, Matthew Gray, Roman, Slavo, Vladimir e Peter Ther | |
| 2003                                 | Boy Watch: Part 4                                                   | George Duroy                                   | Marty Stevens                             | David, Jimmy Larson, Jiri, Martin, Garth Fox, Rick Fontana e Sven Olafsson | Em 2004, o filme recebeu um GayVN Awards de melhor filme solo |
| 2004                                 | Gay Paradise: A Bel Ami Video Guide to Mykonos                      | George Duroy                                   | George Duroy                              | Tommy Hansen e Brandon Manilow | |
| 2004                                 | Pretty Boy                                                          | George Duroy                                   | George Duroy                              | Josh Elliot, Matt Phillipe, Marc Vidal, Mark Aubrey, Sven Olaffson e Keifer Sullivan | |
| 2004                                 | Greek Holiday Part 1: Cruising the Aegean                           | George Duroy                                   | George Duroy                              | Julian Armanis, Tommy Hansen, Jason Paradis, Brandon Manilow, Tim Hamilton, Alan Connery, Mark Aubrey, Jeff Daniels, Scott Hannah e Gills Marais | Em 2004, o filme ganhou um GayVN Awards de melhor ator, para Tim Hamilton, e de melhor lançamento                                                                                                  |
| 2004                                 | Greek Holiday Part 2: Cruising Mykonos                              | George Duroy                                   | George Duroy                              | Josh Elliot, Julian Armanis, Brandon Manilow, Tommy Hansen, Yves Carradine, Sascha Chaykin, Johnny Surabaya e Tim Hamilton | Em 2004, o filme ganhou um GayVN Awards de melhor ator, para Tim Hamilton, e de melhor lançamento                                                                                                  |
| 2004                                 | Personal Trainers: Part 7                                           | George Duroy                                   | Marty Stevens                             | Sebastian Bonnet, Dano Sulik, Marc Vidal, Liam Phoenix, Ethan Clarke e Sven Olafsson | |
| 2004                                 | Personal Trainers: Part 8                                           | George Duroy                                   | Marty Stevens                             | Sebastian Bonnet, Dano Sulik, Steve Jennings, Renato Amoroso e Rick Fontana | |
| 2004                                 | Personal Trainers: Part 9                                           | George Duroy                                   | Marty Stevens                             | Benjamin Bloom, Dano Sulik, Sebastian Bonnet, Marc Vidal, Giorgio Carrera e Bolek Polanski | |
| 2005                                 | Too Many Boys                                                       | Johan Paulik                                   | Marty Stevens                             | Marc Vidal, Ethan Clarke, Matt Phillipe, Tim Hamilton, Chris Casablanca, Casper Watts, Renato Amoroso, Ricky Martinez, Danny Saradon, Gianni Favian, Matthew Gray, Johnny Surabaya, Steve Jennings, Liev Safran, Roman Prada e Stefan Keller | |
| 2005                                 | Enchanted Forest                                                    | George Duroy                                   | Marty Stevens                             | Ethan Clarke, Alex Orioli, Brandon Manilow, Mark Aubrey, Steve Jennings, Christian Bisset, Sascha Chaykin, Sven Olafsson, Liam Phoenix e Erik Simon | |
| 2005                                 | The Private Life of Tim Hamilton                                    | George Duroy                                   | Marty Stevens                             | Josh Elliot]], Tim Hamilton, Lukas Ridgeston, Todd Rosset, Mikhail Ryzkov, Danny Saradon, Dano Sulik e Johnny Surabaya | |
| 2005                                 | Personal Trainers: A+                                               | George Duroy                                   | Marty Stevens                             | Sebastian Bonnet, Bolek Polanski, Brandon Manilow, Casper Watts, Colin Reeves, Dano Sulik, Jimmy Larson, Luke Hamill, Tobias Hayek e Todd Rosset | |
| 2005                                 | Lukas in Love: Part 1                                               | George Duroy                                   | George Duroy                              | Lukas Ridgeston, Tommy Hansen, Brandon Manilow, Danny Saradon, Ethan Clarke, Jason Paradis, Josh Elliot, Liam Phoenix, Marc Vidal, Mark Aubrey, Matt Phillipe, Rick Fontana, Sascha Chaykin, Sebastian Bonnet, Tim Hamilton e Yves Carradine | Em 2005, o filme ganhou dois GayVN Awars na categria de melhor ator, para Lukas Ridgeston, e melhor lançamento. No seguinte, 2006, o filme ganhou um Grabbys Awards de melhor filme internacional. |
| 2005                                 | Lukas in Love: Part 2                                               | George Duroy                                   | George Duroy                              | Lukas Ridgeston, Matt Phillipe, Brandon Manilow, Danny Saradon, Ethan Clarke, Jason Paradis, Josh Elliot, Liam Phoenix, Marc Vidal, Mark Aubrey, Rick Fontana, Sascha Chaykin, Sebastian Bonnet, Tim Hamilton, Tommy Hansen e Yves Carradine | |
| 2006                                 | No Experience Necessary                                             | George Duroy                                   | Sebastian Bonnet                          | Justin Boyd, Andreas Mouskouri, Brandon Manilow, Davy Paxton, Elijah Keilor, Ethan Clarke, Etienne Pauliac, Jan Gabriel, Jeff Daniels, Keith Johansson, Kurt Diesel, Leon Boisen, Luke Hamill, Manuel Rios, Marc Vidal, Niall Dawson, Noah Aniston, Phil Sardou, Rafael Bianchi, Rick Fontana, Sascha Chaykin, Sebastian Bonnet, Thierry Aulin e Tim Hamilton | Estreia de Sebastian Bonnet como diretor |
| 2006                                 | Flings 2                                                            | George Duroy                                   | George Duroy                              | Daniel Lautrec, Jean Lautrec, Andre Pagnol, Brandon Manilow, Giorgio Carrera, Jean Morocco, Kimani Arenas, Marc Vidal, Renato Amoroso, Richie Tyler, Robbie Martin e Tommy Hansen | |
| 2006                                 | Piña Colada                                                         | George Duroy                                   | George Duroy                              | Brandon Manilow, Troy Allen, Mark Aubrey, Alex Orioli, Chris Cameron, Matt Phillipe, Oleg Tarkowski, Ruslan Brodovich, Ryan Pawlowski e Steve Jennings | Filme gravado no Brasil |
| 2006                                 | Out in Africa 1                                                     | George Duroy                                   | Marty Stevens                             | Yves Carradine, Brandon Manilow, Ethan Clarke, Joey Amis, Josh Elliot, Marc Vidal e Tommy Hansen | Filme gravado na África do Sul |
| 2006                                 | Out in Africa 2                                                     | George Duroy                                   | George Duroy                              | Rick Fontana, Adam Dexter, Ethan Clarke, Jason Paradis, Josh Elliot, Liam Phoenix, Mark Aubrey e Tommy Hansen | Filme gravado na África do Sul |
| 2006                                 | Out in Africa 3                                                     | George Duroy                                   | George Duroy                              | Sascha Chaykin, Joey Amis, Liam Phoenix, Mark Aubrey, Sebastian Bonnet, Josh Elliot e Matt Phillipe | Filme gravado na África do Sul |
| 2006                                 | Pillow Talk 1                                                       | George Duroy                                   | George Duroy e Marty Stevens              | Marc Vidal, Josh Elliot, Brandon Manilow, Danny Saradon, Ethan Clarke, Liam Phoenix, Renato Amoroso, Tommy Hansen e Troy Allen | |
| 2006                                 | Pillow Talk 2                                                       | George Duroy                                   | George Duroy e Marty Stevens              | Benjamin Bloom, Chris Casablanca, Bolek Polanski, Danny Saradon, Joel D'Amici, Josh Elliot, Mark Aubrey, Sebastian Bonnet e Troy Allen | |
| 2006                                 | Pillow Talk 3                                                       | George Duroy                                   | George Duroy e Marty Stevens              | Luke Hamill, Alex Orioli, Sebastian Bonnet, Ethan Clarke, Pierre Delon, Kurt Diesel, Andre Pagnol, Matt Phillipe e Manuel Rios | |
| 2007                                 | Mating Season                                                       | Geroge Duroy                                   | Marty Stevens                             | Josh Elliot, Roman Prada, Alexei Zagorin, Benjamin Bloom, Bolek Polanski, Colin Reeves, Davy Paxton, Eli Rogers, Hans Kaas, Hans Klee, Henri Gaudin, Joey Amis, Johnny Surabaya, Luke Hamill, Manuel Rios, Renato Amoroso, Ruslan Brodovich, Steve Jennings, Thierry Aulin e Troy Allen | Em 2008, o filme ganhou um GayVN Awards de melhor cena de sexo oral, feita por Joey Amis |
| 2007                                 | Red Hot Chili Sex                                                   | Geroge Duroy                                   | Marty Stevens                             | Renato Amoroso, Brian Bennet, Leon Boisen, Justin Boyd, Henri Gaudin, Tim Hamilton, Steve Jennings, Hans Klee, Etienne Pauliac, Davy Paxton, Colin Reeves, Damien Rivkin, Mikhail Ryzkov, Danny Saradon, Paul Valery e Casper Watts | |
| 2007                                 | Rebel                                                               | Geroge Duroy                                   | Marty Stevens                             | Paul Valery, Ben Keaton, Billy Neeson, Colin Reeves, Danny Saradon, Hans Klee, Keith Johansson, Liam Phoenix e Troy Allen | Em 2008, o filme ganhou um GayVN Awards de melhor lançamento (18 à 23 anos), e dois European Gay Porn Awards de melhor ativo e melhor filme jovem                                                  |
| 2007                                 | Graffiti                                                            | Geroge Duroy                                   | Marty Stevens                             | Justin Boyd, Kurt Diesel, Josh Elliot, Kevin Elola, Henri Gaudin, Luke Hamill, Hans Klee, Elias Kudrow, Andreas Mouskouri, Davy Paxton, Jerome Reynolds, Paul Valery e Trevor Yates | |
| 2007                                 | Undressed Rehearsals: Part 1                                        | Geroge Duroy                                   | Marty Stevens                             | Sebastian Bonnet, Joel D'Amici, Josh Elliot, Pascal Etty, Luke Hamill, Tim Hamilton, Roman Chaykin, Davy Paxton, Bolek Polanski, Oleg Tarkowski e Marc Vidal | |
| 2007                                 | Undressed Rehearsals: Part 2                                        | Geroge Duroy                                   | Marty Stevens                             | Troy Allen, Joey Amis, Joel D'Amici, Josh Elliot, Luke Hamill, Steve Jennings, Stefan Keller, Jean Morocco, Alex Orioli, Matt Phillipe e Bolek Polanski | |
| 2007                                 | Flings 3                                                            | Geroge Duroy                                   | George Duroy                              | Luke Hamill, Jean Ledoux, Andreas Mouskouri, Brandon Manilow, Davy Paxton, Kevin Elola, Oleg Tarkowski, Paul Valery, Rick Fontana e Todd Rosset | |
| 2007                                 | Out at Last 5: Striptease                                           | Geroge Duroy                                   | George Duroy, Marty Stevens e Lucas Kazan | Alan Connery, Ben Keaton, Davy Paxton, Ethan Clarke, Jack Janowski, Jason Paradis, Joel D'Amici, Josh Elliot, Juan Cortez, Liam Phoenix, Luc Renaud, Luke Hamill, Marc Vidal, Robbie Martin, Sebastian Bonnet e Vincent Soula | |
| 2007                                 | Personal Trainers: Part 10                                          | Geroge Duroy                                   | Sebastian Bonnet                          | Sebastian Bonnet, Luke Hamill, Josh Elliot, Todd Rosset, Jean-Claude Duvall, Keanu Faria, Jason Knightley e Dolph Lambert | |
| 2007                                 | 2 Too Many Boys                                                     | Geroge Duroy                                   | Marty Stevens e Lukas Ridgeston           | Jacques Briere, Brandon Manilow, Rick Fontana, Justin Boyd, Kurt Diesel, Josh Elliot, Henri Gaudin, Steve Jennings, Keith Johansson, Jason Knightley, Niall Phoenix, Jerome Reynolds, Todd Rosset, Oleg Tarkowski, Paul Valery, Mark Vernon, Mark Zebro e Trevor Yates | Estreia de Lukas Ridgeston como diretor |
| 2008                                 | The Private Life of Brandon Manilow                                 | Geroge Duroy                                   | George Duroy                              | Brandon Manilow, Marc Vidal, Alex Orioli, Andre Pagnol, Etienne Pauliac, Josh Elliot, Roman Prada, Sascha Chaykin e Tommy Hansen | |
| 2008                                 | The Private Life of Josh Elliot                                     | Geroge Duroy                                   | George Duroy                              | Josh Elliot, Jeff Daniels, Rick Fontana, Luke Hamill, Dolph Lambert, Alex Orioli, Andre Pagnol e Ralph Woods | |
| 2008                                 | Some Like It Big                                                    | Marty Stevens                                  | Marty Stevens                             | Andre Pagnol, Ralph Woods, Paul Valery, Trevor Yates, Mark Zebro, Manuel Rios, Keith Johansson, Steve Jennings, Kurt Diesel e Colin Reeves | |
| 2008                                 | Some Like It Big 2                                                  | George Duroy                                   | Marty Stevens                             | Val Horner, Paul Valery, Andre Pagnol, Niall Phoenix, Trevor Yates, Mark Zebro, Manuel Rios, Keith Johansson, Kurt Diesel | |
| 2008                                 | Pin Ups: Blondes                                                    | George Duroy                                   | George Duroy e Marty Stevens              | Dolph Lambert, Benjamin Bloom, Ethan Clarke, Etienne Pauliac, Ivan Schiffer, Jody Windsor, Kipp Grodecki, Luke Hamill, Michel Wiik, Remy Tissier, Ryan Hurley, Timothy Culkin, Tommy Jones e Troy Allen | |
| 2008                                 | Pin Ups: Young & Tender                                             | George Duroy                                   | Marty Stevens                             | Bedrich, Renato Amoroso, Chris Casablanca, Scott Cassidy, Kevin Elola, Keanu Faria, Jan Gabriel, Elias Kudrow, Thomas Laine, Jean Ledoux, Bill McLeod, Austin Monroe, Todd Rosset e Alexander Szemet | |
| 2008                                 | Pin Ups: Oversized                                                  | George Duroy                                   | George Duroy                              | Jiri, Joel D'Amici, Kurt Diesel, Kris Evans, Henri Gaudin, Stefan Keller, Andreas Mouskouri, Andre Pagnol, Liam Phoenix, Brett Tamblyn, Paul Valery, Trevor Yates, Jan e Ross Conway | |
| 2008                                 | French Kiss                                                         | George Duroy                                   | George Duroy                              | Ralph Woods, Keanu Faria, Brandon Manilow, Dolph Lambert, Jason Knightley, Joel D'Amici, Joey Amis, Josh Elliot, Paul Valery e Todd Rosset | |
| 2008                                 | Personal Trainers: Part 11                                          | George Duroy                                   | Marty Stevens                             | Kieron Athey, Ariel Vanean, Marc Guerin, Vince Noyes, Val Horner, Ryan Quaid, Sebastian Bonnet, Josh Elliot e Luke Hamill | |
| 2008                                 | Personal Trainers: A+ Part 2                                        | George Duroy                                   | Marty Stevens                             | Josh Elliot, Luke Hamill, Alex Orioli, Sebastian Bonnet, Yann Tiersen, Manuel Rios, Eric Bouna, Ennio Guardi e Sean Berrett | É o último DVD da série "Personal Trainers" |
| 2008                                 | Out at Last 6: Web Site Stories                                     | Geroge Duroy                                   | Lukas Ridgeston                           | Renato Amoroso, Ethan Clarke, Ron Compton, Niall Dawson, Ramon Feders, Rocher Ferik, Neil Ferris, Rick Fontana, Henri Gaudin, Matthew Gray, Tommy Hansen, Tim Hamilton, Hans Klee, Stefan Keller, Boris Malkin, Ricky Martinez, Sven Olafsson, Alex Orioli, Danny Saradon, Wayne Wallace e Casper Watts | |
| 2008                                 | Johan's Journal Part 1: Sun Kissed                                  | Geroge Duroy                                   | Johan Paulik                              | Sebastian Bonnet, Justin Boyd, Giorgio Carrera, Chris Casablanca, Sascha Chaykin, Ethan Clarke, Rick Fontana, Tommy Hansen, Ben Keaton, Elias Kudrow, Jason Paradis, Liam Phoenix, Todd Rosset, Danny Saradon e Marc Vidal | |
| 2008                                 | Lemonade                                                            | Geroge Duroy                                   | Geroge Duroy                              | Brandon Manilow, Dolph Lambert, Fabien Lally, Jean-Claude Duvall, Justin Boyd, Kevin Elola, Ollie Safranov, Paul Valery, Tobias Hayek e Troy Allen | |
| 2008                                 | Love Affairs                                                        | Geroge Duroy                                   | Lukas Ridgeston                           | Jacques Briere, Sascha Chaykin, Kurt Diesel, Jean-Claude Duvall, Josh Elliot, Luke Hamill, Alex Orioli, Davy Paxton, Todd Rosset e Mark Zebro | |
| 2009                                 | Night Out                                                           | George Duroy                                   | George Duroy e Marty Stevens              | Dolph Lambert, Luke Hamill, Matt Phillipe, Yann Tiersen, Manuel Rios, Henri Gaudin, Ennio Guardi, Trevor Yates, Florian Nemec, Patrick Peterson, Amadin West, Tammy Flick, Shannon Star e Jeremy Reed | |
| 2009                                 | Johan's Journal Part 2: Eye Candy                                   | George Duroy                                   | Johan Paulik                              | Luke Hamill, Rick Fontana, Yves Carradine, Sascha Chaykin, Sebastian Bonnet, Giorgio Carrera, Brian Bennet, Liam Phoenix, Matthew Gray, Casper Watts, Mark Aubrey, Davy Paxton, Justin Boyd, Leon Boisen, Josh Elliot, Todd Rosset e Marc Vidal | |
| 2009                                 | Johan's Journal Part 3: Sex Lab                                     | George Duroy                                   | Johan Paulik                              | Jean-Daniel Chagall, Ruslan Brodovich, Johnny Surabaya, Jason Knightley, Oleg Tarkowski, Jacques Briere, Kimani Arenas, Jesse Santana, Juri Tokarev, Luke Hamill, Joel D'Amici, Leon Boisen, Todd Rosset e Dano Sulik | |
| 2009                                 | The Private Life of Ralph Woods                                     | George Duroy                                   | Marty Stevens e Lukas Ridgeston           | Ralph Woods, Trevor Yates, Matt Phillipe, Sascha Chaykin, Troy Allen, Henri Gaudin, Manuel Rios, Kurt Diesel, Michel Millot e Johnny Maverick | |
| 2009                                 | Sex Buddies 1: The Private Life of Sebastian Bonnet and Luke Hamill | George Duroy                                   | Marty Stevens                             | Sebastian Bonnet, Luke Hamill, Tobias Hayek, Elijah Peters, Milo Peters, Matt Phillipe, Manuel Rios, Todd Rosset e Mark Vernon | |
| 2009                                 | Sex Buddies 2                                                       | Geroge Duroy                                   | Marty Stevens                             | Alex Orioli, Manuel Rios, Rick Fontana, Jason Knightley, Matt Phillipe e Colin Reeves | |
| 2009                                 | Intimate LIaisons                                                   | George Duroy                                   | Lukas Ridgeston                           | Milo Peters, Elijah Peters, Dario Dolce, Kieron Athey, Ryan Quaid, Erik Bouna, Florian Nemec, Patrick Staw, Steve Dexter e Leon Bares | Filme produzido junto a empresa de Lukas Ridgeston |
| 2009                                 | Graffiti 2                                                          | Geroge Duroy                                   | Marty Stevens                             | Luke Hamill, Sean Berrett, Todd Rosset, Dolph Lambert, Ennio Guardi, Henri Gaudin, Jacques Briere, Florian Nemec, Colin Hewitt e Yann Tiersen | |
| 2009                                 | Get It Up                                                           | George Duroy                                   | Lukas Ridgeston                           | Ariel Vanean, Marco Bill, Justin Phoeni, Denis Gold, Jack Blue, Alex Orioli, Jack Moon, Tony Eliot, Val Horner e Patrik Whitte | Produzido em parceria com Rolf Hammerschmidt & Pat Stone |
| 2009                                 | Watching Porn                                                       | George Duroy                                   | Lukas Ridgeston                           | Jacques Briere, Ariel Vanean, Trevor Yates, Thierry Aulin, Todd Rosset, Fabien Lally, Niall Dawson, Kevin Elola, Elias Kudrow, Keith Johansson, Kurt Diesel e Jean Morocco | |
| 2009                                 | Seriously Sexy: Part 1                                              | George Duroy                                   | George Duroy                              | Brandon Manilow, Josh Elliot, Brian Bennet, Paul Valery, Davy Paxton, Leon Boisen, Jeff Daniels, Alex Orioli, Kurt Diesel, Manuel Rios e Troy Allen | Indicado ao GayVN Awards 2010, na categoria de "melhor dupla em uma cena de sexo", com Brian Bennet e Brandon Manilow                                                                              |
| 2010                                 | Seriously Sexy: Part 2                                              | George Duroy                                   | George Duroy                              | Josh Elliot, Brandon Manilow, Sascha Chaykin, Luke Hamill, Troy Allen, Joel D'Amici, Jacques Briere, Ariel Vanean e Alex Orioli | |
| 2010                                 | 5 Americans in Prague                                               | George Duroy                                   | George Duroy                              | Jean-Daniel Chagall, Brandon Manilow, Sascha Chaykin, Dolph Lambert, Ariel Vanean, Manuel Rios, Luke Hamill, Dawson, Connor, Elijah, Josh e Zeke | Produzido junto com a Corbin Fisher Indicado ao GayVN Awards 2010, na categoria de "melhor filme de sexo"                                                                                          |
| 2010                                 | Step by Step: Jean-Daniel Chagall                                   | -                                              | -                                         | Jean-Daniel Chagall, Jason Knightley, Alex Orioli, Dario Dolce, Kris Evans, Ariel Vanean e Brandon Manilow | Indicado ao GayVN Awards 2010, na categoria de "melhor cena de sexo grupal" |
| 2010                                 | Todd & Dolph                                                        | George Duroy                                   | George Duroy e Lukas Ridgeston            | Todd Rosset, Dolph Lambert, Luke Hamill, Jack Blue, Ralph Woods e Ariel Vanean | |
| 2010                                 | Step by Step: Kris Evans                                            | George Duroy                                   | George Duroy                              | Kris Evans, Henri Gaudin, Vadim Farrell, Erik Bouna, Ariel Vanean e Manuel Rios | |
| 2010                                 | Cocky Friends                                                       | George Duroy                                   | George Duroy                              | Jesse Santana, Todd Rosset, Florian Nemec, Skyler Caine, Luke Hamill, Manuel Rios, Bobby Clark, Elijah Peters, Milo Peters, Colin Hewitt e Kris Evans | |
| 2010                                 | Eye Contact                                                         | George Duroy                                   | Lukas Ridgeston                           | Julien Hussey, Evan Cobb, Marco Bill, Gaelan Binoche, Erik Bouna, Val Horner, Leo Stiller, Joe Haneke, Ben Benett e Leon Bares | |
| 2010                                 | Skin on Skin                                                        | George Duroy                                   | Lukas Ridgeston e Marty Stevens           | Dario Dolce, Ennio Guardi, Florian Nemec, Henri Gaudin, Julien Hussey, Manuel Rios, Marco Bill, Milo Peters e Trevor Yates | |
| 2010                                 | Taboo: The Peters Twins                                             | George Duroy                                   | Lukas Ridgeston                           | Elijah Peters, Milo Peters, Brandon Manilow, Dolph Lambert, Manuel Rios e Trevor Yates | |
| 2010                                 | Johan's Journal Part 4: On the Set                                  | George Duroy                                   | Johan Paulik                              | Kris Evans, Ariel Vanean, Colin Hewitt, Luke Hamill, Alex Orioli, Skyler Caine, Josh Elliot, Bobby Clark, Jean-Daniel Chagall, Andreas Mouskouri e Florian Nemec | |
| 2010                                 | Flings 4                                                            | George Duroy                                   | Marty Stevens                             | Luke Hamill, Keanu Faria, Jacques Briere, Brandon Manilow, Matt Phillipe, Kieron Athey, Manuel Rios e Alex Orioli | |